# Карбонаро (Салерно)
Карбонаро је насеље у Италији у округу Салерно, региону Кампанија.
Према процени из 2011. у насељу је живело 136 становника. Насеље се налази на надморској висини од 257 м.